# Erupción del volcán Chichonal de 1982
La erupción del Volcán Chichonal de 1982 fue una erupción volcánica registrada el 28 de marzo de 1982 en el Volcán Chichonal localizado en México en el estado de Chiapas. La erupción volcánica generó varios daños estimados en 3.3 Millones de dólares, y causó 1900 muertos. El volcán no había generado una erupción volcánica de tal importancia desde el año 1375.

## Erupción
El domingo 28 de marzo de 1982, a las 23:32, se registró un sismo de magnitud 3.5, le siguió una erupción que arrojó ceniza, rocas y gases hasta una altura de 17 km en la atmósfera. Esta ceniza estuvo cayendo en las inmediaciones del volcán en los días que siguieron, hasta el sábado 3 de abril. Los habitantes zoques dirían que desde noviembre de 1981 sintieron varios sismos. 
El personal de la CFE había reportado sismos y ruidos de la tierra, que el agua de los ríos se había calentado y emitía un olor a azufre, y que siempre había una nube de vapor sobre la montaña.
El sábado 3 de abril, en los alrededores del volcán se registró una intensa actividad sísmica (aproximadamente 30 sismos por hora durante la mañana, y uno cada minuto por la tarde) que anticipó la llegada de otra erupción. 
Los sismos prácticamente cesaron a las 19:00, y el volcán estalló violentamente a las 19:35 con una duración de 30 minutos aproximadamente. A las 5:33 del lunes 5 de abril, el Chichonal estalló por tercera vez con una duración de 45 minutos aproximadamente.
Se estima que el Chichonal arrojó quizá diez veces más ceniza y gases de lo que, dos años antes, había arrojado el monte Santa Helena, en el estado de Washington, EE. UU.
La nube subió hasta la estratosfera (casi 35 km de altitud) y se extendió por todo el mundo. Los vientos que soplaban hacia el sur llevaron las cenizas a muchas ciudades de los estados de Tabasco, Campeche y parte de Oaxaca, Veracruz y Puebla, pero especialmente de Chiapas. Fue necesario desalojar a miles de habitantes de la región y se cerraron los aeropuertos y gran parte de los caminos.
El volcán arrojó ceniza casi continuamente. Durante la erupción del sábado 3 de abril, hubo intensa actividad eléctrica, y ruido ensordecedor que parecía provenir de todas partes. Aunque la segunda y tercera erupciones fueron de corta duración (70 y 80 minutos, respectivamente) ambas estuvieron acompañadas de flujos piroclásticos, gigantescas avalanchas de gases (vapor de agua, ácido sulfúrico y óxidos de carbono y azufre) y cenizas a grandes temperaturas, que se mueven a velocidades increíbles.
La mayor devastación ocurrió en las inmediaciones del volcán, siendo los municipios más afectados Francisco León y Chapultenango (que desaparecieron por completo), Nicapa, Esquipula Guayabal, El Naranjo. El ejército evacuó a mucha gente, pero mucha más se quedó, y nunca se supo cuántas personas murieron aunque se dieron cifras oficiales, no se supo con exactitud en realidad cuantas fueron.
Científicos de EE. UU. consideraron que las cenizas de esta erupción formaron una nube de más de 3 kilómetros de espesor que flotando a 20 000 m de altitud rodeó el mundo desde México hasta la India; llegó a Hawái el 9 de abril; a Japón, el 18; al mar Rojo, el 21 y, por último, el 26 de abril cruzó el océano Atlántico. Estimaron también que la cantidad de luz solar incidente sobre la superficie terrestre se redujo en un 5 a 10%, con algún efecto en la temperatura media mundial de los dos años siguientes (del orden de una disminución del 0.5 °C).

## Información técnica del Volcán y la erupción
| Información del Volcán |              |         |          |           |              |
| ---------------------- | ------------ | ------- | -------- | --------- | ------------ |
| Nombre del volcán      | Localización | Latitud | Longitud | Elevación | Morfología   |
| El Chichon o Chichonal | México       | 17.36   | -93.228  | 1150      | Cono de Toba |

| Información de la erupción |                    |                                           |
| -------------------------- | ------------------ | ----------------------------------------- |
| Inicio del evento          | Término del evento | VEI en el índice de exposividad volcánica |
| 1982-03-29                 | 1982-09-11         | 5                                         |

## Muertos
1.755 desaparecidos y 124 muertos en su mayoría en flujos piroclásticos. Otras estimaciones varían hasta 2,000. Dos cuidadores en la construcción de la presa asesinados por lahar, 11 muertos cuando se rompió la presa creada por el flujo piroclástico.
La mayoría de muertes se debieron a incendios iniciados por tefra incandescente y al colapso de edificios debido a sismos y movimientos generados por el volcán.